# Jeremi Kimmakon
Jeremi Kimmakon (Lagny-sur-Marne, 29 mei 1994) is een Frans voetballer van Ivoriaanse afkomst die bij voorkeur als vleugelspeler speelt. Hij tekende in 2014 bij Paris Saint-Germain.

## Clubcarrière
Kimmakon werd geboren in Lagny-sur-Marne. Hij is afkomstig uit de jeugdacademie van LB Châteauroux, waar Paris Saint-Germain hem in 2014 weghaalde. Op 17 december 2014 debuteerde Kimmakon voor PSG in de Coupe de la Ligue tegen AC Ajaccio. Hij mocht na 83 minuten invallen voor Lucas Moura. PSG won de bekerwedstrijd met 1-3 dankzij doelpunten van Edinson Cavani, Serge Aurier en Jean-Christophe Bahebeck.

## Statistieken
| Club                | Seizoen | Ligue 1 | Ligue 1 | Coupe de France | Coupe de France | Coupe de la Ligue | Coupe de la Ligue | Europa | Europa | Andere | Andere | Totaal | Totaal |
| Club                | Seizoen | Wed     | Goals   | Wed             | Goals           | Wed               | Goals             | Wed    | Goals  | Wed    | Goals  | Wed    | Goals  |
| ------------------- | ------- | ------- | ------- | --------------- | --------------- | ----------------- | ----------------- | ------ | ------ | ------ | ------ | ------ | ------ |
| Paris Saint-Germain | 2014-15 | 0       | 0       | 0               | 0               | 1                 | 0                 | 0      | 0      | 0      | 0      | 1      | 0      |
| Paris Saint-Germain | Totaal  | 0       | 0       | 0               | 0               | 1                 | 0                 | 0      | 0      | 0      | 0      | 1      | 0      |